# Psychotria celebica
Psychotria celebica är en måreväxtart som beskrevs av Friedrich Anton Wilhelm Miquel. Psychotria celebica ingår i släktet Psychotria och familjen måreväxter. Inga underarter finns listade i Catalogue of Life.